# Trương Trọng Nghĩa
Trương Trọng Nghĩa (tên khai sinh là Trương Đức Cần) (sinh ngày 28 tháng 2 năm 1953), một Luật sư nổi tiếng tại Việt Nam, là đại biểu Quốc hội Việt Nam khóa XIII, khóa XIV (nhiệm kì 2016-2021) thuộc đoàn đại biểu Thành phố Hồ Chí Minh., Phó chủ tịch Liên đoàn Luật sư Việt Nam, Phó chủ nhiệm Đoàn luật sư Thành phố Hồ Chí Minh  Phó Chủ tịch Hội hữu nghị Việt - Mỹ, Luật sư thuộc Đoàn Luật sư Thành phố; Chuyên gia tư vấn của Ban Nghiên cứu của Thủ tướng Chính phủ từ tháng 6 năm 1998 đến nay.
Ông được nhiều người biết đến với những phát biểu cũng như những chất vấn gai góc tại các kỳ họp Quốc hội.

## Xuất thân
Ông Trương Trọng Nghĩa quê quán ở Mỹ Luông, Chợ Mới, An Giang. Hiện cư ngụ tại quận 10, Thành phố Hồ Chí Minh.

## Giáo dục
- Thạc sĩ Luật
- Cao cấp lý luận chính trị

## Sự nghiệp
Từ tháng 11 năm 1965 đến tháng 5 năm 1971: Ông tham gia nhóm đánh chiếm Miền Nam tại Ban Trí vận T4, sau đó được điều về Báo Giải phóng của Mặt trận Dân tộc giải phóng Miền Nam Việt Nam. Từ tháng 5 năm 1971 đến tháng 10 năm 1975: Ông ra học tập tại Trường Học sinh Miền Nam số 8, thuộc Cục đón tiếp Cán bộ B - Ban Thống nhất Trung ương. Từ tháng 10 năm 1975 đến tháng 01 năm 1982: Ông học Đại học Luật và đi thực tập tại nước Cộng hòa Dân chủ Đức. Từ tháng 01 năm 1982 đến tháng 7 năm 1994: Ông là Trọng tài viên, công tác tại Trọng tài Kinh tế Thành phố. Sau khi Trọng tài Kinh tế sáp nhập vào Tòa án nhân dân Thành phố, ông là cán bộ Tòa án và đắc cử Đại biểu Hội đồng nhân dân Thành phố Khóa IV, được bầu làm Phó Ban Pháp chế Hội đồng nhân dân Thành phố. Ông là Ủy viên Hội Luật gia Thành phố (1988 - 1993; 1993 - 1998). Ông được kết nạp vào Đảng Cộng sản Việt Nam ngày 29 tháng 12 năm 1989. 
Từ tháng 7 năm 1994 đến tháng 10 năm 1996: Ông được Thành phố cử đi học Thạc sĩ Luật tại Hoa Kỳ. Sau khi học xong ông trở về công tác tại Tòa án nhân dân Thành phố. Từ tháng 10 năm 1996 đến nay, ông được điều động và bổ nhiệm giữ chức vụ Phó Giám đốc Trung tâm Xúc tiến Thương mại Đầu tư Thành phố, Ủy viên Ban chấp hành Hội Luật gia Thành phố (1998 - 2003; 2003 - 2008), Phó Chủ tịch Hội hữu nghị Việt - Mỹ, Luật sư thuộc Đoàn Luật sư Thành phố; Chuyên gia tư vấn của Ban Nghiên cứu của Thủ tướng Chính phủ từ tháng 6 năm 1998 đến nay.

### Đại biểu Quốc hội Việt Nam khóa XIV
Sáng ngày 21 tháng 11 năm 2017, thảo luận dự luật Phòng, chống tham nhũng sửa đổi, ông cho rằng cần phải đưa cả khu vực tư nhân vào trong luật vì đang có tình trạng thông đồng, móc ngoặc giữa khu vực công và tư để tham nhũng, gây thiệt hại cho ngân quỹ quốc gia.

#### Đề nghị thanh tra dự án nạo vét sông Sào Khê ở Ninh Bình
Chiều ngày 28 tháng 5 năm 2018, tại nghị trường Quốc hội, ông đề nghị thanh tra dự án nạo vét sông Sào Khê ở tỉnh Ninh Bình (bắt đầu từ năm 2001) đội vốn hơn 36 lần từ 72 tỉ đồng được phê duyệt ban đầu lên tới 2595 tỉ đồng.

## Khen thưởng
Huân chương Quyết thắng hạng II; Huân chương kháng chiến chống Mỹ cứu nước hạng III; Huân chương Kháng chiến hạng III; nhiều bằng khen, giấy khen.
Đại biểu Hội đồng nhân dân Thành phố Khóa IV.

## Các phát biểu đặc biệt
- Về Luật Biểu tình: Ở Việt Nam, Đảng Cộng sản lãnh đạo Nhà nước. Do đó, ghi nhận quyền biểu tình trong hiến pháp không chỉ là sự thừa nhận một quyền cơ bản tự nhiên của công dân, mà còn là cam kết của Đảng đối với dân. Chúng ta đã từng có nhiều cuộc biểu tình do các đoàn thể hay Nhà nước tổ chức. Nhưng mấy chục năm nay, kể từ Hiến pháp 1959, chúng ta chưa có một đạo luật về quyền biểu tình cho mọi công dân. Đấy là món nợ của Nhà nước với nhân dân, trả càng sớm càng tốt[2][7]
- Về việc Quốc hội không có tuyên bố về Biển Đông: "Nếu Quốc hội lần này không có tuyên bố hay nghị quyết chính thức gì về Biển Đông thì tôi tin rằng nhân dân ta sẽ rất thất vọng, thậm chí hoang mang. Đại biểu Quốc hội chắc chắc sẽ nghẹn lời trước những ý kiến chất vấn của cử tri" "Còn phía dư luận thế giới chắc sẽ bình luận rằng: Một hành vi xâm phạm và đe dọa chủ quyền của Việt Nam trắng trợn đến thế mà Quốc hội nước này không có phản ứng chính thức gì thì việc gì mà nghị sĩ và nhân dân các nước khác phải lên tiếng. Và đây có thể là một cái cớ để phía Trung Quốc tiến hành những việc làm hiếu chiến và nguy hiểm hơn nữa"[8]
- Về Đợt sửa đổi Hiến pháp Việt Nam 2013: "Tôi nhận thức rằng sửa đổi Hiến pháp là việc trọng đại mà tác động của nó có thể thúc đẩy hoặc cản trở bước tiến của lịch sử. Hậu thế sẽ đánh giá Quốc hội khóa XIII sẽ làm gì để thúc đẩy chứ không cản trở sự phát triển của dân tộc" và ""Việc đổi mới chính trị đã không đồng bộ và không theo kịp với đổi mới kinh tế như nghị quyết Đại hội Đảng XI đã nêu. Nhân dân góp ý và chờ đợi sự thay đổi trong đó có ba nội dung lớn cần được đổi mới, đó là đổi mới phương thức lãnh đạo trong điều kiện xây dựng nhà nước pháp quyền, đổi mới thành phần kinh tế nhà nước và đổi mới về pháp luật đất đai"[9].
- Tại kỳ họp Quốc hội lần 8 khóa XIII: "Thành tựu nói chung và thành tựu kinh tế - xã hội năm 2014 nói riêng rất là lớn lao, "cú đấm 981" của Trung Quốc đã được hóa giải, tuy ai cũng biết là còn nhiều chiêu trò mới đang được chuẩn bị, chúng ta vẫn tăng trưởng dương trên 5%, tài chính - ngân hàng giữ được ổn định, an ninh chính trị an toàn xã hội cơ bản được giữ vững, công lao thuộc về Đảng, nhà nước đặc biệt là Tổng bí thư, Chủ tịch Quốc hội, Chủ tịch nước, Thủ tướng Chính phủ, nhưng công lao lớn nhất thuộc về chín mươi triệu nhân dân, công nhân, nông dân, cán bộ, chiến sĩ". "Chúng ta vẫn đang chạy trên đường ray cũ, về hướng cũ làm sao nhìn thấy được chân trời mới?"
- Về việc Công an TP Hà Nội đã xác định được nhóm hành hung 2 luật sư Trần Thu Nam và Lê Văn Luân tại địa bàn xã Đông Phương Yên, huyện Chương Mỹ, Hà Nội, qua lời khai của thủ phạm, là do xe ô tô của 2 luật sư phóng nhanh làm bụi bẩn dính lên người: "ở đây có điều nghiêm trọng là nếu chỉ chạy qua khiến bắn bụi như thế mà đã hành hung người ta thì xã hội sẽ loạn." [10]
- Góp ý cho luật Báo chí: "Chức năng của báo chí là thông tin, giám sát và phê phán chứ không chỉ khen và ca ngợi", "Báo trong nước không đăng thì người ta đọc báo nước ngoài, lề phải không đăng người ta đọc lề trái"[11]
- Ngày 17.11.2015 khi Quốc hội chất vấn Thủ tướng, ông đã phát biểu: "Cử tri đề nghị không vay tiền và không nhận viện trợ từ Trung Quốc, ít nhất là trong thời điểm này bởi Trung Quốc đang tranh chấp, thậm chí là chiếm lãnh thổ của Việt Nam và đe dọa tiếp tục chiếm nhiều hơn" và đặt câu hỏi: "Nhận viện trợ hay vay vốn ODA của Trung Quốc cho dù rẻ thì sau này có kiện để đòi lãnh thổ được không?" [12]
- Tham nhũng không giảm như các nghị quyết đã đề ra mà ngày càng tinh vi và có hiện tượng chi phối chính sách luật pháp, khi đó người tham nhũng sẽ xử lý người chống tham nhũng
- Ngày 1 tháng 4 năm 2016, tại nghị trường khi nói về vấn đề người Việt muốn ra hải ngoại sống: " Tại sao trí thức giỏi không về nước làm việc, doanh nhân giỏi muốn bỏ nước ra đi? Tại sao cán bộ về hưu hay đương chức tìm cách cho mình hay con cháu mình ra định cư ở nước ngoài?". "Không phải vì đất nước nghèo mà vì họ cảm thấy không vui, không an toàn về pháp lý, các quyền tự do dân chủ không được đầy đủ và lo sợ đất nước bị lệ thuộc. Điều này ai cũng thấy cũng biết!" [13]